# Raisei Abe
Raisei Abe (japanisch 阿部 来誠 Abe Raisei; * 17. Dezember 2004 in der Präfektur Tokio) ist ein japanischer Fußballspieler.

## Karriere
Raisei Abe erlernte das Fußballspielen in der Jugend von Ōmiya Ardija. Hier unterschrieb er am 1. Februar 2023 seinen ersten Profivertrag. Der Verein aus Ōmiya-ku spielte in der dritten Liga, der J3 League. Sein Drittligadebüt gab Abe am 24. November 2024 (39. Spieltag) im Heimspiel gegen Kataller Toyama. Bei der 2:1-Heimniederlage wurde er in der 79. Minute für Tōya Izumi eingewechselt. Am Ende der Saison 2024 feierte er mit dem Verein die Drittligameisterschaft und den Aufstieg in die zweite Liga.

## Erfolge
Ōmiya Ardija
- Japanischer Drittligameister: 2024